# Escuela de Medicina Yale
La Escuela de Medicina Yale (en idioma inglés Yale School of Medicine o YSM) es la escuela de investigación biomédica y cuidados de la salud de la Universidad Yale.
Ubicada en 333 Cedar Street, New Haven, Connecticut.
Fue fundada en 1810 como el The Medical Institution of Yale College.

## Historia
En los Estados Unidos del siglo XVIII no se necesitaban credenciales para practicar la medicina. Antes de la fundación de la escuela de medicina, los graduados de Yale se capacitarían a través de un aprendizaje para convertirse en médicos. El presidente de Yale, Ezra Stiles, concibió la idea de formar médicos en Yale y, en última instancia, su sucesor, Timothy Dwight, ayudó a fundar la escuela de medicina. La escuela fue fundada en 1810 y abrió en New Haven en 1813. Nathan Smith (medicina y cirugía) y Benjamin Silliman (farmacología) fueron los primeros miembros de la facultad. Silliman era profesor de química y enseñó tanto en el Yale College como en la Facultad de Medicina. Los otros dos profesores fundadores fueron Jonathan Knight, anatomía, fisiología y cirugía y Eli Ives, pediatría.
Uno de los primeros graduados en medicina de Yale fue Asaph Leavitt Bissell de Hanover, New Hampshire, quien se graduó en 1815, miembro de la segunda promoción de la escuela. Después de su graduación, Bissell se mudó a Suffield, Connecticut, una comunidad de cultivo de tabaco de donde provenían sus padres, y donde ejerció como médico rural por el resto de su vida. Las alforjas que Bissell llevaba en su consulta, empacadas con paquetes de papel y botellas de vidrio, se encuentran hoy en la Biblioteca Histórica Médica de la escuela.